# Tibetsnöfink
Tibetsnöfink (Montifringilla henrici) är en bergslevande asiatisk fågel i familjen sparvfinkar inom ordningen tättingar. Den häckar på den östra tibetanska platån. Arten är nära släkt med snöfinken och har behandlats som underart till denna. IUCN kategoriserar den som livskraftig.

## Utseende och läten
Tibetsnöfink är en 17 cm lång fågel, mycket lik snöfinken med brun ovansida, vit undersida, en svart haklapp och stora vita vingfläckar som syns mycket väl i flykten. Denna art är dock mörkbrun snarare än gråtonat sandbrun ovan, dessutom kraftigt streckad. Vidare är den varmt brun på både flanker och bröstsidor där snöfinken är vit. Den är också snarare brun än svart på vingar och stjärt samt har mycket vindre vitt på armpennorna. Information saknas om dess läten.

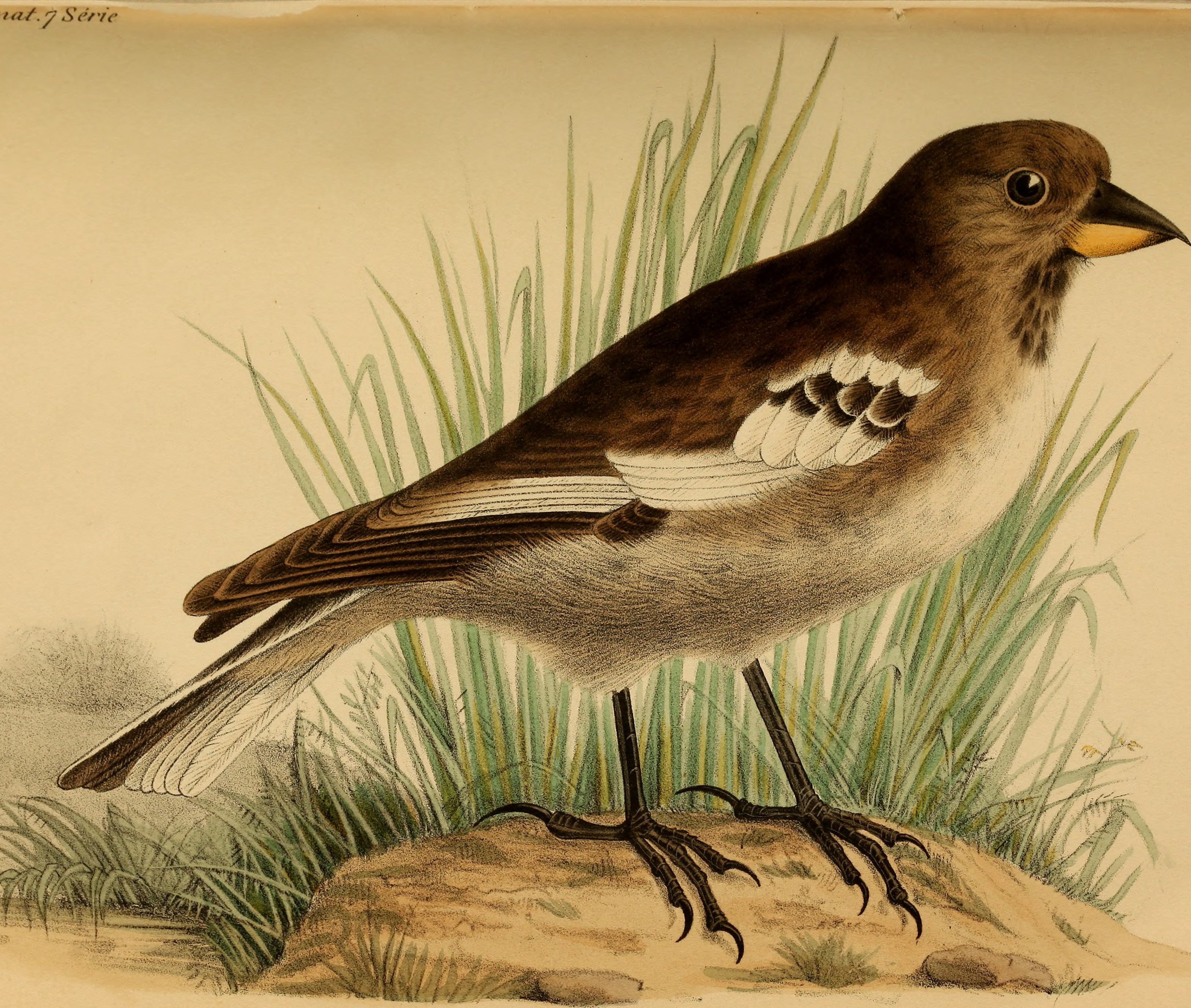
Illustration av tibetsnöfink i Annales des sciences naturelles 1891.

## Utbredning och systematik
Tibetsnöfink förekommer på östra tibetanska platån (nordöstra Xizang, Qinghai) i Kina. Arten behandlas ofta som underart till snöfinken eller ibland svartvingad snöfink, men överlappar med den senare utan att hybridisera. Den behandlas som monotypisk, det vill säga att den inte delas in i några underarter.

## Levnadssätt
Tibetsnöfink bebor höglänt stäpplandskap ovan trädgränsen mellan 2500 och 4500 meters höjd. Den lever av frön och växtmaterial, men matar ungarna med insekter och deras larver. Par befinner sig i häckningsreviren från april/maj och häckar juni till augusti.

## Status och hot
Arten har ett stort utbredningsområde och en stor population med stabil utveckling och tros inte vara utsatt för något substantiellt hot. Utifrån dessa kriterier kategoriserar internationella naturvårdsunionen IUCN arten som livskraftig (LC). Världspopulationen har inte uppskattats men den antas vara ganska vanlig.

## Namn
Fågelns vetenskapliga artnamn hedrar Henri Philippe Marie Prince d’Orléans (1867–1901), fransk upptäcktsresande och samlare av specimen.